# Registre multiplicateur-quotient
Un registre multiplicateur-quotient  est un registre dans lequel est placé le multiplicateur avant l’exécution d’une multiplication et où se trouve le quotient après l’exécution d'une instruction de division.